# Schlacht um Martinique (1794)
1792

Porrentruy – Marquain – Quiévrain – Verdun – Thionville – Valmy – Lille – Mainz (1792) – Jemappes
1793

Aldenhoven I – Namur – Neerwinden – Mainz (1793) – Famars – Valenciennes (1793) – Arlon (1793) – Hondschoote – Meribel – Avesnes-le-Sec – Pirmasens – Toulon – Fontenay-le-Comte – Cholet – Lucon – Trouillas – Dünkirchen – Le Quesnoy – Menin I – Wattignies – Weißenburg I – Biesingen – Kaiserslautern I – Weißenburg II
1794

Boulou – Landrecis – Menin II – Mouscron – Martinique – Guadeloupe – Tourcoing – Tournai – Kaiserslautern II – San-Lorenzo de la Muga – 13. Prairial – Fleurus – Kaiserslautern III – Vosges – Aldenhoven II
1795

Cornwallis’ Rückzug – Genua – Groix – Hyeres – Handschuhsheim – Mainz (1795) – Mannheim – Loano
1796

Montenotte – Millesimo – Dego – Mondovì – Lodi – Borghetto – Castiglione – Mantua – Siegburg – Altenkirchen – Wetzlar – Kircheib – Kehl – Kalteiche – Friedberg  – Malsch – Neresheim – Sulzbach – Deining – Amberg – Würzburg – Neufundland – Rovereto – Bassano – Limburg – Biberach I – Emmendingen – Schliengen – Caldiero – Arcole – Irland
1797

Fall von Kehl – Rivoli (1797) – St. Vincent – Diersheim – Santa Cruz – Neuwied – Camperduin
Die Schlacht um Martinique (englisch Battle of Martinique, französisch: Prise de la Martinique) war die Eroberung der französischen Kolonie Martinique durch britische Truppen, während des Ersten Koalitionskrieges, im Frühjahr 1794.

## Vorgeschichte

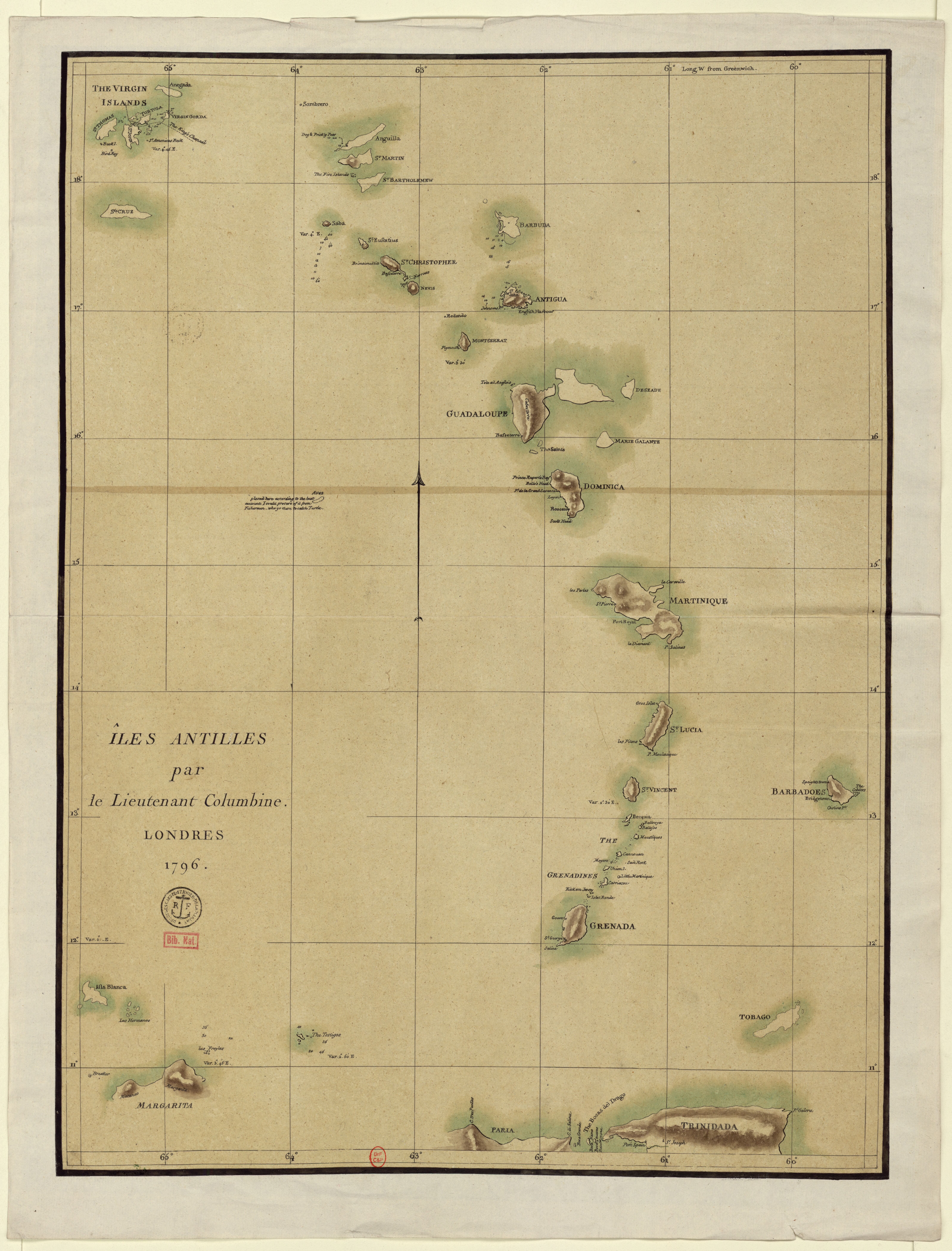
Karte der Inseln über dem Winde

Seit Februar 1793 befand sich das Königreich Großbritannien mit der Französischen Republik im Krieg (Erster Koalitionskrieg). Beide Mächte verfügten auf den Westindischen Inseln über reiche Kolonien, um welche auch schon in vorherigen Kriegen heftig gestritten wurde. Mit Kriegsbeginn wurden daher britische Truppen ausgerüstet und im März, unter dem Kommando von Konteradmiral Alan Gardner und Generalmajor Thomas Bruce, in die Region entsandt, um die dortigen französischen Inseln einzunehmen. Die Unternehmung wurde aber abgebrochen, nachdem im Juni der Versuch der Eroberung von Martinique an heftigem Widerstand der Franzosen und der nicht ausreichenden Anzahl eingesetzter Truppen, gescheitert war.
Noch bevor Gardner und Bruce nach England zurückgekehrt waren. Hatten am 25. September 1793, Vizeadmiral Sir John Jervis und Generalleutnant Sir Charles Grey den Befehl erhalten, im Rahmen einer neuen Expedition, die Inseln Martinique, St. Lucia und Guadeloupe einzunehmen. Hierfür wurden neben einer Flotte aus Linienschiffen und Fregatten  auch 16.000 Mann Landtruppen zur Verfügung gestellt. Es dauerte aber bis zum 26. November bis diese Armee in die Karibik aufbrechen konnte. Jervis und Grey erreichten am 6. Januar 1794 die Carlisle Bay auf der Insel Barbados, wo sie ihr Hauptquartier einrichteten. Von hier wurden Schiffe ausgesandt um sich über die Situation auf Martinique und den anderen Inseln zu informieren. 

## Invasion
Am 5. Februar landete eine britische Flotte auf der Insel, die in Zusammenarbeit mit französischen Pflanzern die Insel von den Republikanern eroberten.
Am 20. März waren nur noch Fort Bourbon und Fort Royal unter republikanischer Kontrolle. Jervis befahl dem Linienschiff Asia und der Sloop Zebra, Fort Saint Louis zu erobern. Der Asia gelang es nicht, sich dem Fort zu nähern, und die Zebra ging allein mit ihrem Kapitän Richard Faulknor hinein. Obwohl sie unter schwerem republikanischem Artilleriefeuer stand, brachte Faulknor die Zebra dicht unter die Mauern. Er und seine Schiffskompanie benutzten dann die Boote der Zebra, um an Land zu gehen. Die Briten stürmten das Fort und nahmen es ein. Die Zebra verlor nur ihren Lotsen und vier verwundete Männer. In der Zwischenzeit eroberte der Rest der britischen Flotte Fort Royal und zwei Tage später kapitulierte Fort Bourbon.

## Nachwirkungen
Der damalige Generalgouverneur von Martinique, Donatien-Marie-Joseph de Vimeur, kapitulierte vor Grey. Die Briten besetzten daraufhin Martinique, bis der Vertrag von Amiens die Insel 1802 an die Franzosen zurückgab.